# Saison 2017-2018 d'Issy Paris Hand
Chronologie
Saison 2016-2017
Actualités
Dernière mise à jour : 6 juin 2018.
Cet article détaille la saison 2017-2018 du club de handball féminin d'Issy Paris Hand.

## L'équipe
Note : Est indiqué comme étant en sélection nationale toute joueuse ayant participé à au moins un match avec une équipe nationale lors de la saison 2017-2018.
Transferts
| Départs - Doungou Camara (Le Havre AC Handball) - Maryam Garba (Le Havre AC Handball) - Coralie Lassource (Érdi VSE, ) - Stine Oftedal (Győri ETO KC, ) - Kalidiatou Niakaté (Nantes HB) - Frida Tegstedt (Retraite) - Pernille Wibe (Retraite) - Karolina Zalewski (Retraite) | Arrivées - Chloé Bulleux (Siófok KC, ) - Déborah Dangueuger (Brest Bretagne Handball) - Sonja Frey (Cercle Dijon Bourgogne) - Tamara Horacek (Metz Handball) - Veronika Malá (VfL Oldenburg, ) - Crina Pintea (Thüringer HC, ) |

## Parcours en championnat de D1
| Journée                                            | Date              | Club recevant           | Score   | Club visiteur           | Classement | Points |
| -------------------------------------------------- | ----------------- | ----------------------- | ------- | ----------------------- | ---------- | ------ |
| MATCHS ALLER                                       |                   |                         |         |                         |            |        |
| J1                                                 | 30 août 2017      | Bourg-de-Péage Drôme HB | 28 – 35 | Issy Paris              | 1re        | 3      |
| J2                                                 | 3 septembre 2017  | Issy Paris              | 31 – 30 | Fleury Loiret HB        | 2e         | 6      |
| J3                                                 | 9 septembre 2017  | ES Besançon Féminin     | 25 – 18 | Issy Paris Hand         | 5e         | 7      |
| J4                                                 | 15 septembre 2017 | Issy Paris              | 32 – 23 | Chambray Touraine HB    | 3e         | 10     |
| J5                                                 | 23 septembre 2017 | Toulon Saint-Cyr Var    | 18 – 26 | Issy Paris Hand         | 2e         | 13     |
| J6                                                 | 7 octobre 2017    | Issy Paris              | 31 – 23 | Le Havre AC HB          | 2e         | 16     |
| J7                                                 | 11 octobre 2017   | Cercle Dijon Bourgogne  | 20 – 31 | Issy Paris Hand         | 2e         | 19     |
| J8                                                 | 25 octobre 2017   | Metz Handball           | 33 – 21 | Issy Paris Hand         | 3e         | 20     |
| J9                                                 | 28 octobre 2017   | Issy Paris              | 25 – 30 | Brest Bretagne HB       | 5e         | 21     |
| J10                                                | 4 novembre 2017   | Nantes Loire Atlantique | 23 – 22 | Issy Paris Hand         | 5e         | 22     |
| J11                                                | 8 novembre 2017   | Issy Paris              | 36 – 27 | OGC Nice Côte d'Azur HB | 5e         | 25     |
| MATCHS RETOUR                                      |                   |                         |         |                         |            |        |
| J12                                                | 30 décembre 2017  | Issy Paris              | 26 – 27 | Bourg-de-Péage Drôme HB | 5e         | 26     |
| J13                                                | 3 janvier 2018    | Fleury Loiret HB        | 24 – 26 | Issy Paris Hand         | 5e         | 29     |
| J14                                                | 10 janvier 2018   | Issy Paris              | 26 – 26 | ES Besançon Féminin     | 4e         | 31     |
| J15                                                | 24 janvier 2018   | Chambray Touraine HB    | 16 – 24 | Issy Paris Hand         | 4e         | 34     |
| J16                                                | 7 février 2018    | Issy Paris              | 34 – 25 | Toulon Saint-Cyr Var    | 4e         | 37     |
| J17                                                | 17 février 2018   | Le Havre AC HB          | 24 – 30 | Issy Paris Hand         | 4e         | 40     |
| J18                                                | 25 février 2018   | Issy Paris              | 30 – 17 | Cercle Dijon Bourgogne  | 4e         | 43     |
| J19                                                | 28 février 2018   | Issy Paris              | 30 – 30 | Metz Handball           | 5e         | 45     |
| J20                                                | 17 mars 2018      | Brest Bretagne HB       | 24 – 24 | Issy Paris Hand         | 5e         | 47     |
| J21                                                | 28 mars 2018      | Issy Paris              | 32 – 28 | Nantes Loire Atlantique | 4e         | 50     |
| J22                                                | 31 mars 2018      | OGC Nice Côte d'Azur HB | 26 – 27 | Issy Paris Hand         | 3e         | 53     |
| Issy Paris Hand termine 3e de la saison régulière. |                   |                         |         |                         |            |        |
| Légende: Victoire Nul Défaite Score du club        |                   |                         |         |                         |            |        |

## Parcours en coupe de France
| Quart-de-finale                             | 14 avril 2018 | Besançon Féminin        | 30 – 25 | Issy Paris Hand         |
| Quart-de-finale                             | 20 avril 2018 | Issy Paris Hand         | 18 – 17 | Besançon Féminin        |
| Place 5 à 8                                 | 28 avril 2018 | Fleury Loiret HB        | 20 – 25 | Issy Paris              |
| Place 5 à 8                                 | 9 mai 2018    | Issy Paris              | 34 – 22 | Fleury Loiret HB        |
| Place 5 et 6                                | 18 mai 2018   | OGC Nice Côte d'Azur HB | 26 – 35 | Issy Paris              |
| Place 5 et 6                                | 27 mai 2018   | Issy Paris              | 25 – 22 | OGC Nice Côte d'Azur HB |
| Issy Paris Hand termine 5e de la saison.    |               |                         |         |                         |
| Légende: Victoire Nul Défaite Score du club |               |                         |         |                         |

## Parcours en coupe d'Europe
| Compétition | Tour                                          | Opposant                                                                  | Aller                                         | Retour                                        | Total                                         | Rapport                                       |
| Coupe EHF   | Issy est directement qualifié pour le 2e tour | Issy est directement qualifié pour le 2e tour                             | Issy est directement qualifié pour le 2e tour | Issy est directement qualifié pour le 2e tour | Issy est directement qualifié pour le 2e tour | Issy est directement qualifié pour le 2e tour |
| Coupe EHF   | 2e tour                                       | Glassverket IF                                                            | 17-26                                         | 23-22                                         | 39-49                                         | Rapport                                       |
| Coupe EHF   | 3e tour                                       | Érdi VSE                                                                  | 31-21                                         | 31-20                                         | 51-52                                         | Rapport                                       |
| Coupe EHF   | Phase de groupe (groupe B)                    | Vipers Kristiansand                                                       | 22-23                                         | 24-25                                         | -                                             | Rapport                                       |
| Coupe EHF   | Phase de groupe (groupe B)                    | Lada Togliatti                                                            | 17-27                                         | 25-24                                         | -                                             | Rapport                                       |
| Coupe EHF   | Phase de groupe (groupe B)                    | Copenhague Handball                                                       | 30-29                                         | 28-28                                         | -                                             | Rapport                                       |
| Coupe EHF   | Phase de groupe (groupe B)                    | Issy termine 3e du groupe B et ne peut donc pas rejoindre la phase finale |                                               |                                               |                                               |                                               |

Légende: Victoire Nul Défaite score d'IPH